# Amontada
Amontada è un comune del Brasile nello Stato del Ceará, parte della mesoregione del Norte Cearense e della microregione di Itapipoca.